# تشرلي تشلمندلي (تشيشير)
تشرلي تشلمندلي (بالإنجليزية: Chorley, Cholmondeley)‏ هي قرية و أبرشية مدنية تقع في المملكة المتحدة في تشيشير.